# Vereinigungsministerium
Das südkoreanische Vereinigungsministerium (Koreanisch: 통일부, Hanja: 統一部) ist das Ministerium, welches für die Beziehung zwischen Süd- und Nordkorea zuständig ist. Die Mitarbeiterzahl beträgt circa 250.

## Geschichte
1969 wurde die Behörde für Landesgebietvereinigung gegründet, 1990 wurde sie zur Agentur für Vereinigung aufgewertet, 1998 wurde sie nach der Wahl von Kim Dae-jung zum Präsidenten zu einem eigenständigen Ministerium. 2008 erwog der neu gewählte Präsident Lee Myung-bak zunächst, das Vereinigungsministerium komplett abzuschaffen, ehe eine starke Reduzierung der Organisationsgröße vorgenommen wurde. Seit Beginn der Moon Jae-in-Regierung kam wieder eine zentralere Rolle auf das Vereinigungsministerium zu.